# Selve Marcone
Selve Marcone là một đô thị ở tỉnh Biella vùng Piedmont của nước Ý, có vị trí cách khoảng 70 km về phía đông bắc của of Torino và khoảng 4 km về phía tây bắc của of Biella. Tại thời điểm ngày 31 tháng 12 năm 2004, đô thị này có dân số 100 người và diện tích là 2,2 km².
Selve Marcone giáp các đô thị: Andorno Micca, Callabiana, Pettinengo, Piedicavallo, Rassa, Tavigliano.